# Bernard Oger
Bernard Oger, född 11 oktober 1952 i Le Nouvion-en-Thiérache i Hauts-de-France i Frankrike, är en fransk travtränare, travkusk och montéryttare. Han arbetade som lärling hos Léopold Verroken i Frankrike, och tog under 1980-talet över körandet av stallets hästar. Han har bland annat skött om de franska stjärnhästarna Jorky och Vourasie. Han körde även Vourasie i de flesta starter.

## Segrar i större lopp
| År   | Lopp                         | Häst           | Tränare          | Grupp   |
| ---- | ---------------------------- | -------------- | ---------------- | ------- |
| 1983 | Prix de Vincennes            | Orfeu Negro    | Léopold Verroken | Grupp 1 |
| 1983 | Prix d'Essai                 | Orfeu Negro    | Léopold Verroken | Grupp 1 |
| 1984 | Saint–Léger des Trotteurs    | Perrin Dandin  | Léopold Verroken | Grupp 1 |
| 1985 | Prix de Sélection            | Perrin Dandin  | Léopold Verroken | Grupp 1 |
| 1985 | Prix Marcel Laurent          | Perrin Dandin  | Léopold Verroken | Grupp 2 |
| 1985 | Prix Jules Thibault          | Perrin Dandin  | Léopold Verroken | Grupp 2 |
| 1985 | Prix du Plateau de Gravelle  | Mon Ouiton     | Léopold Verroken | Grupp 2 |
| 1986 | Prix de Croix                | Pabello        | Léopold Verroken | Grupp 2 |
| 1990 | Critérium des Jeunes         | Voyou du Golfe | Léopold Verroken | Grupp 1 |
| 1991 | Critérium des Jeunes         | Auxerrois      | Léopold Verroken | Grupp 1 |
| 1991 | Prix de l'Étoile             | Auxerrois      | Léopold Verroken | Grupp 1 |
| 1991 | Prix Octave Douesnel         | Vourasie       | Léopold Verroken | Grupp 2 |
| 1992 | Prix Marcel Laurent          | Vourasie       | Léopold Verroken | Grupp 2 |
| 1992 | Prix Doynel de Saint-Quentin | Vourasie       | Léopold Verroken | Grupp 2 |
| 1993 | Prix de Paris                | Vourasie       | Léopold Verroken | Grupp 1 |
| 1993 | Prix d'Été                   | Vourasie       | Léopold Verroken | Grupp 1 |
| 1993 | Prix Albert-Viel             | Capitole       | Léopold Verroken | Grupp 1 |
| 1994 | Prix de Bretagne             | Vourasie       | Léopold Verroken | Grupp 2 |
| 1994 | Prix de Bourgogne            | Vourasie       | Léopold Verroken | Grupp 2 |
| 1994 | Prix de France               | Vourasie       | Léopold Verroken | Grupp 1 |
| 1994 | Prix de Paris                | Vourasie       | Léopold Verroken | Grupp 1 |
| 1994 | Prix Chambon P               | Vourasie       | Léopold Verroken | Grupp 2 |
| 1994 | Prix Charles Tiercelin       | Capitole       | Léopold Verroken | Grupp 2 |
| 1994 | Prix Octave Douesnel         | Capitole       | Léopold Verroken | Grupp 2 |
| 1995 | Prix de Bretagne             | Capitole       | Léopold Verroken | Grupp 2 |
| 1995 | Prix de Bourgogne            | Vourasie       | Léopold Verroken | Grupp 2 |
| 1995 | Prix de Paris                | Vourasie       | Léopold Verroken | Grupp 1 |
| 1996 | Prix du Plateau de Gravelle  | Capitole       | Léopold Verroken | Grupp 2 |